# Бретт, Боб
Боб Бретт (англ. Bob Brett; 1 ноября 1953, Мельбурн — 5 января 2021) — австралийский теннисный тренер. Его учениками были Борис Беккер, Горан Иванишевич, Марио Анчич и Андрей Медведев. Занимался тренерской работой в течение 46 лет. Стал основателем теннисной академии в Сан-Ремо. Также тренировал японскую сборную.
Борис Беккер стал обладателем титула «первая ракетка мира». Немец стал двукратным победителем турниров Большого шлема под руководством Бретта. В 1981 году Йохан Крик выиграл под его началом Australian Open. Горан Иванишевич два раза становился финалистом Уимблдона под его руководством. Марин Чилич побеждал в юниорском «Ролан Гарросе». При Бресте Бобе достиг девятого места в рейтинге ATP. Николас Киффер под началом тренера становился четвёртым в аналогичном рейтинге. Андрей Медведев был финалистом главного французского теннисного турнира.
Умер в возрасти 67 лет от рака. У Бретта осталось две дочери. Его брат Артур является двукратным чемпионом мира по парусному спорту и чемпионом страны по виндсёрфингу.